# Tu vuò fa l’americano
Tu vuò fà l’americano ([ˈtu ˌvwo ˈfa llameriˈkɑːnə]; с итал. — «Ты хочешь казаться американцем») — неаполитанская песня итальянского певца Ренато Карозоне.
Песня была написана в 1956 году для радиоконкурса музыкального издательства «Casa Ricordi». Автором текста выступил Ниса (псевдоним Николы Салерно), а музыку, сочетающую в себе свинг с джазом, написал сам Карозоне. Песня сразу же стала крупным хитом и самой известной песней Карозоне.
В 1960 году она прозвучала в романтической комедии «Это началось в Неаполе», где её исполнила Софи Лорен. В 1999 году песню исполнил Розарио Фьорелло в фильме «Талантливый мистер Рипли».
В песне речь идёт об итальянском парне, который и хотел бы быть американцем, но зависит от денег родителей и поэтому способен лишь на имитацию американского образа жизни — пьёт виски с содовой, танцует рок-н-ролл, играет в бейсбол, курит Camel. Песня рассматривается как сатира на процесс американизации, который накрыл Италию в первые послевоенные годы, но юг страны по-прежнему сохранял национальные сельские традиции.
Кавер-версии этой песни делали:
- в 2000 году — Брайан Сетцер («Americano»);
- в 2005 году — Лу Бега («You Wanna Be Americano»);
- в 2010 году — Yolanda Be Cool («We No Speak Americano»);
- в 2015 году — Hetty & the Jazzato Band.

Также песню исполняли The Puppini Sisters, Валерий Леонтьев и Жанна Фриске (на русском языке).